# 태아 접촉법
태아 접촉법(胎兒接觸法, 네덜란드어: haptonomie)은 임신 과정에서 아버지가 산모의 배를 정성스럽게 쓰다듬는 행위를 말한다. 이 말은 제2차 세계 대전 이후 네덜란드의 의사 프란츠 펠트만(Frans Veldman)이 처음 고안해낸 것으로 그리스어로 '접촉하다'는 뜻인 haptein과 '법'이라는 뜻의 nomos의 합성어이다.

## 효과
프란츠 펠트만은 '아이들이 유아기 때 충분한 사랑을 받지 못하기 때문에 세상이 갈수록 나빠진다'고 말하였다. 이 태아 접촉법은 아버지들을 육아뿐만 아니라 임신 과정에까지 참여시킬 수 있는 방법이다. 단지 산모의 배를 정성스럽게 쓰다듬는 것만으로도 아버지는 자기의 존재를 태아에게 알리고 태아와 최초의 관계를 맺을 수 있다. 실험을 통해 증명된 바에 따르면, 태아는 여러 사람이 번갈아 가며 어머니의 배에 손을 올려놓는 경우에도 그 중에서 어느 것이 아빠의 손인지를 정확하게 구별한다. 또 태아는 아버지의 손에 기대어 올 수도 있는데, 가장 능숙한 아버지들은 두 손을 번갈아 사용하면서 태아로 하여금 이리저리 돌게 할 수도 있다고 한다.
이 방법은 아주 일찍부터 어머니-아버지-아기의 삼각 구도를 형성함으로써 아버지로 하여금 더 많은 책임감을 느끼게 하는 장점을 지니고 있다. 뿐만 아니라 어머니는 임신 기간 동안 혼자라는 느낌을 덜 갖게 된다. 어머니는 아버지의 손이 자기와 아기에게 닿을 때 무엇이 느껴지는지를 말할 수 있고, 자기의 경험을 아버지와 공유할 수 있다.

## 기타
일부 학자들은 태아 접촉법이 한창 발육하고 있는 태아를 방해하는 행위라고 말하기도 한다. 또한 태아 접촉법으로 인해서 아기가 이리저리 돌게되면 아기가 탯줄에 묶이는 사고가 일어날 가능성도 있다.

## 같이 보기
- 태교
- 태아의 발생